# Júlia Bonet Fité
Júlia Bonet Fité (Escaldes-Engordany, 28 de juliol del 1922 - 3 de setembre del 2011, Vilafortuny, Cambrils) fou una empresària andorrana, presidenta i fundadora de Perfumeria Júlia.

## Els inicis
Júlia Bonet era filla de Francesc Bonet, un forner nat a Peramola (Alt Urgell), refugiat a Andorra a causa de la guerra del Marroc, i una de les filles de Cal Farreró d'Escaldes. Fins als 12 anys va assistir a l'escola francesa d'Escaldes, conjuntament amb les seves tres germanes grans. En deixar l'escola totes tres marxarien a França a treballar, mentre Bonet es quedaria a Andorra per desig dels seus pares. Va començar treballant de perruquera, en una barberia instal·lada als baixos de casa seva, que disposava d'un petit espai dedicat a la perruqueria de senyores. Com que a Andorra no disposava dels materials necessaris, Bonet es traslladava a Tolosa a comprar materials per fer servir al seu establiment, i també per vendre'ls.
Els canvis socials produïts a Andorra durant la segona meitat del segle XX i la febre consumista esdevinguda arran de la situació política dels països veïns, feren que Júlia Bonet augmentés la venda de productes de forma molt significativa, cosa que va donar lloc a la separació física de la perruqueria de la part que dedicava a vendre perfums.
L'any 1948 es casa amb Pere Zamora, un treballador de FHASA, que posteriorment s'incorporaria a l'empresa familiar. Amb ell va tenir tres filles, Anna Maria, Melània i Immaculada, que també s'acabarien incorporant al negoci.

## L'expansió del negoci

Júlia Bonet durant una estada a París (França) a finals del.

El bon funcionament de l'empresa va fer que en primer lloc milloressin les instal·lacions del primer negoci, i a poc a poc anessin obrint altres botigues a d'altres indrets del país. Concretament l'any 1958 obririen la que seria la segona botiga a l'Avinguda Meritxell, d'Andorra la Vella. El 1961 obren un tercer local a Escaldes, amb el nom d'Anmei, basat en el nom de les seves tres filles. El 1970 obrien la perfumeria Ibis d'Escaldes, per no deixar una part de la clientela desatesa a causa de les obres que es duien a terme a la casa pairal de Júlia Bonet.
El primer centre obert fora del nucli central i comercial del país fou al Pas de la Casa, l'any 1983, cosa que afavoria les vendes als visitants que rebia Andorra des del costat francès.
Cap al 1985 Bonet decideix tancar la perruqueria que continuava regentant, i construir un dels centres somiats pel matrimoni, el Centre Júlia, presidit per un monumental rellotge batejat com a "Horloge à voir le temps couler", obra de Bernard Gitton. En aquella època també decideix crear la seva pròpia gamma de productes, que posteriorment actualitzaria l'any 2004.
L'any 1999 iniciava la seva expansió fora de les fronteres andorranes, concretament a Espanya, on va obrir diverses perfumeries arreu del país.

## Mort
La matinada del 3 de setembre del 2011 Júlia Bonet va patir una parada cardiorespiratòria al seu apartament ubicat a Vilafortuny (Cambrils). Fou traslladada a l'Hospital de Reus, però no es pogué fer res per salvar-li la vida. L'enterrament tingué lloc a l'església de Sant Pere Màrtir d'Escaldes-Engordany, el dia 5 de setembre. En senyal de dol totes les perfumeries Júlia varen romandre tancades durant dos dies.

## Llegat
La passió de Bonet pel món de la perfumeria i la cosmètica va anar molt més enllà del món empresarial. Una passió que va voler compartir amb la resta del món a través de la creació del Museu del Perfum - Fundació Júlia Bonet, inaugurat l'any 2004, situat a la primera planta del Centre Júlia, i que mostra bona part del material acumulat durant els seus anys de dedicació al negoci.
L'any 2014 Perfumeries Júlia obre l'espai més gran d'Europa dedicat a la bellesa i el benestar, el Centre Júlia, amb més de 1.800 m².
Al moment del traspàs de la seva fundadora, l'empresa tenia 63 establiments entre Andorra (21) i Espanya (42).

## Premis[calcitació]
- Premi a la millor perfumeria, atorgat per Tecnopublicaciones (2004)
- Millor cadena de perfumeria, atorgat per Premios Vogue Belleza (2008)
- Premi Beauty Prof, com a millor perfumeria de l'any atorgat pel Beauty Cluster Barcelona (2006, 2009, 2013, 2014, 2015)
- Premi Beauty Prof, per la millor atenció al client, atorgat pel Beauty Cluster Barcelona (2004-2010, 2012-2014)
- Premi Beauty Prof, a la millor iniciativa de formació, atorgat pel Beauty Cluster Barcelona (2010, 2011, 2013)
- Premi Beauty Prof, a la millor iniciativa comercia, atorgat pel Beauty Cluster Barcelona (2014, 2015)
- Premi a la trajectòria empresarial, atorgat per la Confederació Empresarial Andorrana (2018)